# Апрелєвський завод грамплатівок
Апрелєвський завод грамплатівок — колишнє підприємство з виробництва грамплатівок у місті Апрелівка Московської області .

## Історія
Завод заснував у 1910 році російський промисловець німецького походження Готліб Генріх Карл Молль. Ділянка під будівництво коштувала йому 30 тисяч рублів. За допомогою фахівців з грамофонної справи, Августа Кібарта та Альберта Фогта, що прибули з Німеччини, вже 15 грудня 1910 року була виготовлена перша платівка . Першого року роботи (1911) було випущено 400 тис. грамофонних дисків під маркою «Метрополь-рекорд». На заводі цього року вже працювало 50 працівників.
Після Жовтневого перевороту завод був націоналізований і розпочав випуск грамплатівок із виступами місцевих революціонерів. 1925 року заводу було присвоєно назву «Апрелєвський завод пам'яті 1905 року».
На початку 1930-х років завод став головним виробником грамплатівок у СРСР. Завод було розширено, на ньому працювало понад 1000 робітників, а щорічний випуск сягав 19 мільйонів платівок. В 1930-ті роки, серед іншого завод випускав записи капели бандуристів, хорової капели "Думка", І. Паторжинського, М. Гришка та інших українських артистів. У перші дні Німецько-радянської війни на заводі було вперше записано «Священну війну» у виконанні ансамблю Александрова. Під час війни завод виробляв авіабомби. Після війни, 1952 року, на заводі освоїли випуск довгограючих платівок. А 1961 року розпочався випуск перших стереофонічних платівок.
1964 року Апрелєвський завод увійшов до складу всесоюзної фірми грамзапису «Мелодія» як основне виробниче підприємство, яке згодом випускало до 65 % всіх радянських грамплатівок. 1971 був нагороджений орденом Леніна. На початку 1980-х років на заводі працювало понад 3 000 чоловік, а випуск платівок перевищував 50 мільйонів штук на рік. У 1989 році на заводі почалося виробництво аудіокасет.
В 1990-х роках попит на платівки почав різко знижуватися: впала купівельна спроможність населення, скоротилося виробництво програвачів, а на ринок вийшли нові аудіоносії — CD . Після 1991 року «Мелодія» втратила централізовану систему замовлень і збуту, випуск платівок зменшився до 33 млн платівок, він уже працював у збиток, оскільки ціни на платівки залишалися фіксованими. Не допомогли ні перехід на незалежних замовників (SNC Records, Moroz Records та інші звукозаписні фірми), ні випуск касет із записом. В 1992 завод опинився на межі зупинки при річному обсязі випуску платівок близько 10 млн штук. Остання партія платівок та касет була випущена у 1997 році. У 2002 році рішенням арбітражного суду Московської області Апрелєвський завод грамплатівок було визнано банкрутом.

## Теперішній час
Зараз на площах Апрелєвського заводу працюють інші підприємства, тут випускають шкарпетки, пластмасу та бланки для складання Єдиного державного іспиту. Виготовлялася вермішель швидкого приготування «Мілана».
У серпні 2014 року в пресі з'явилася інформація щодо можливої реконструкції територію заводу на вулицю з торговим пасажем, парком, музеєм грамплатівки та міні-готелем на 100 місць, але ці плани не були втілені.

## Галерея

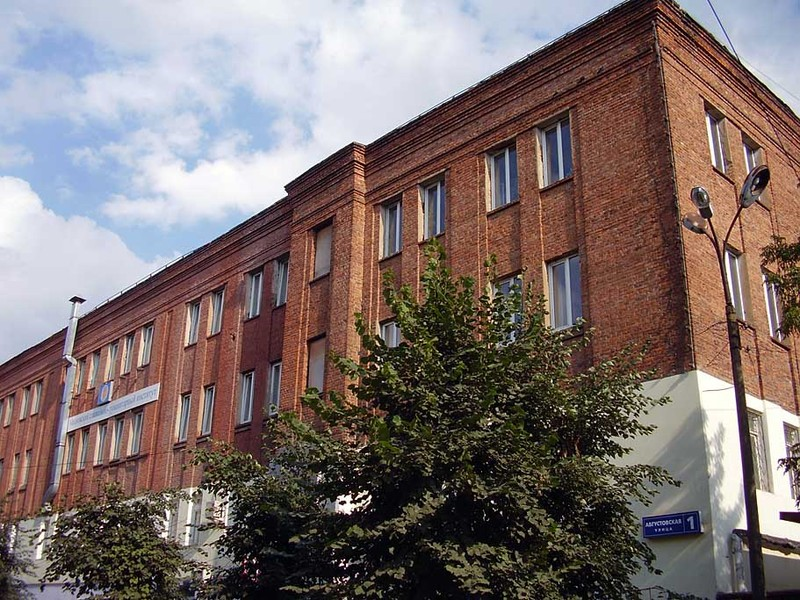
Один із корпусів заводу
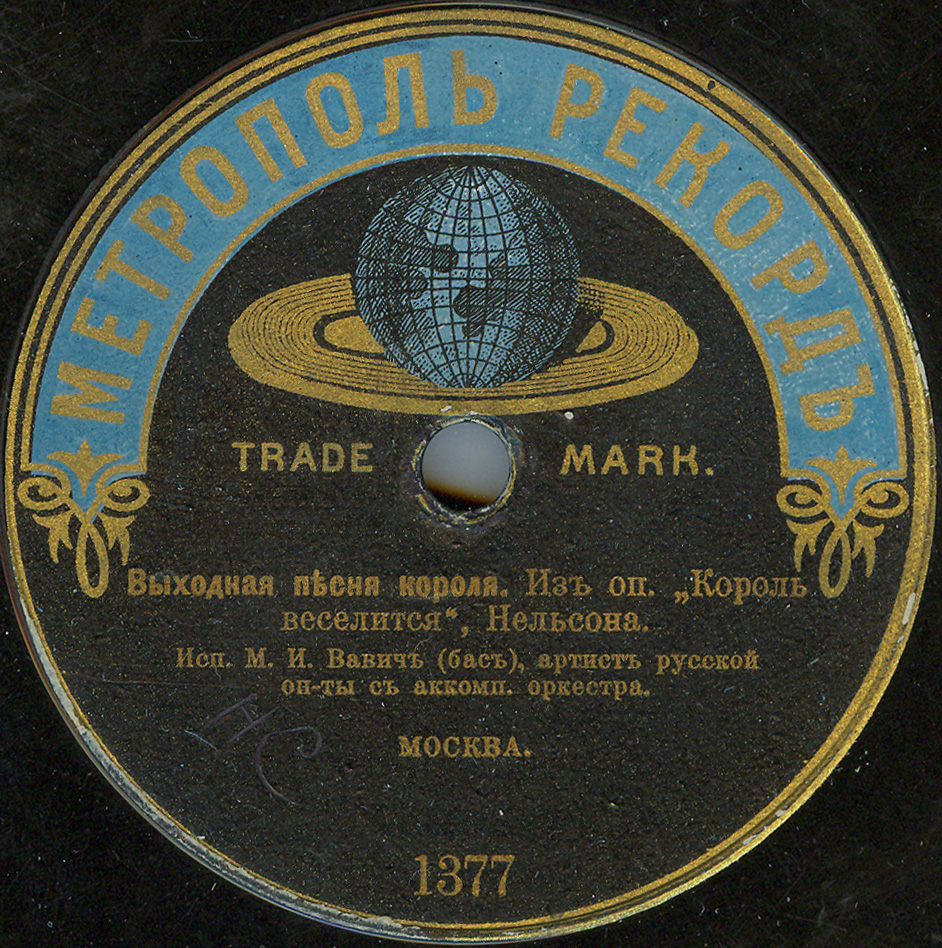
Платівка марки «Метрополь-рекорд» Квітневого заводу
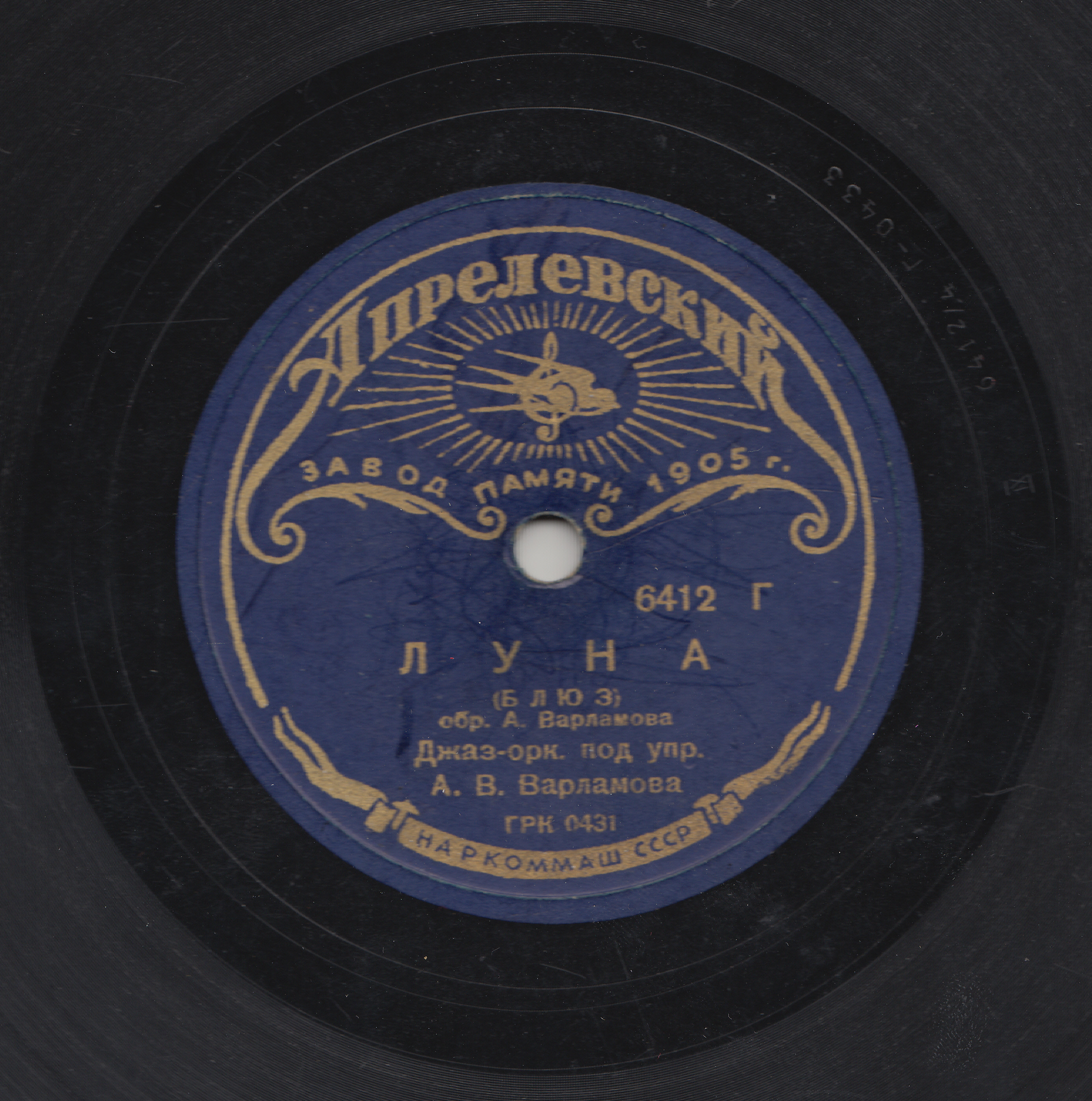
Платівка виробництва 30-х років
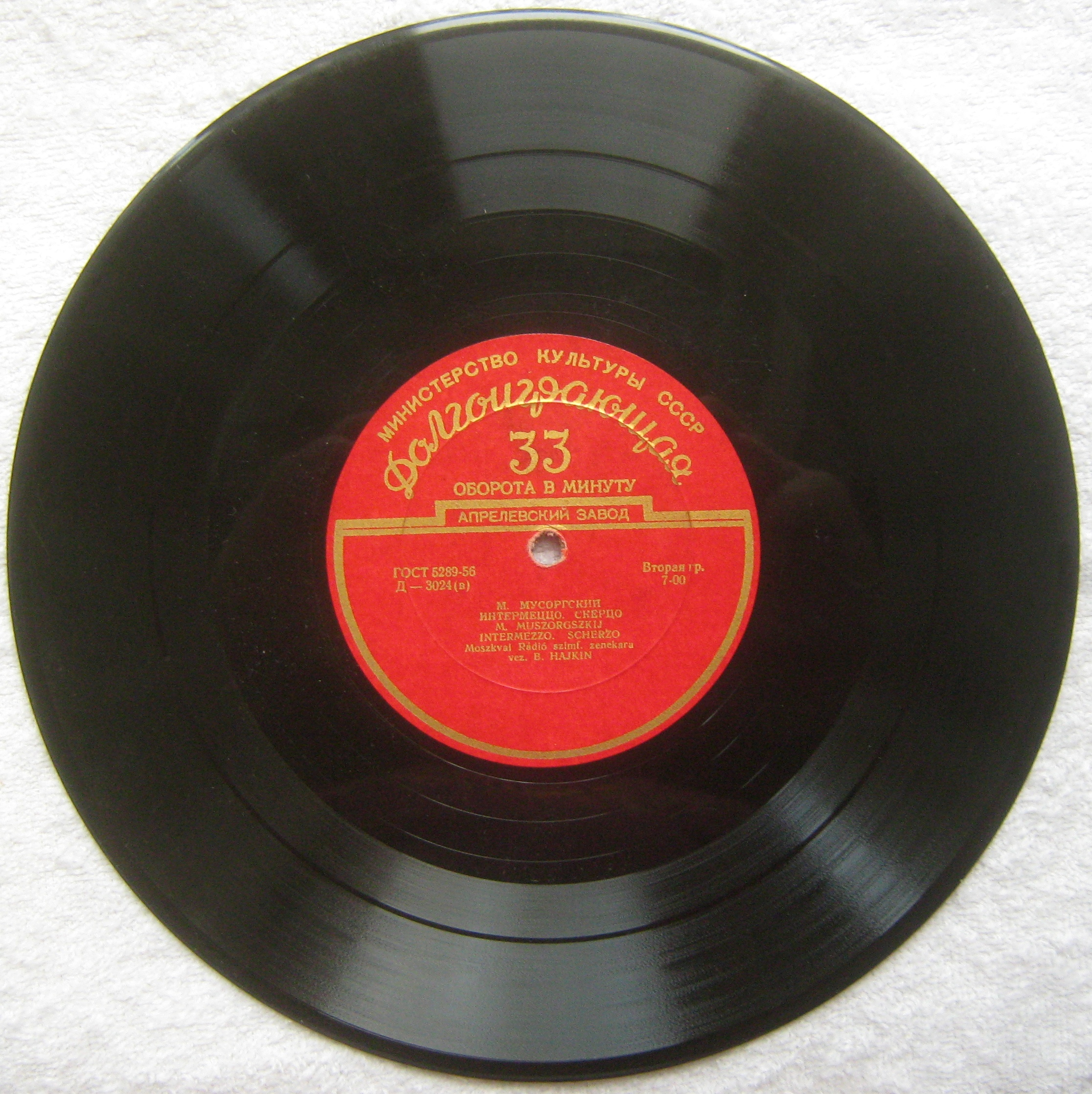
Довгограюча платівка
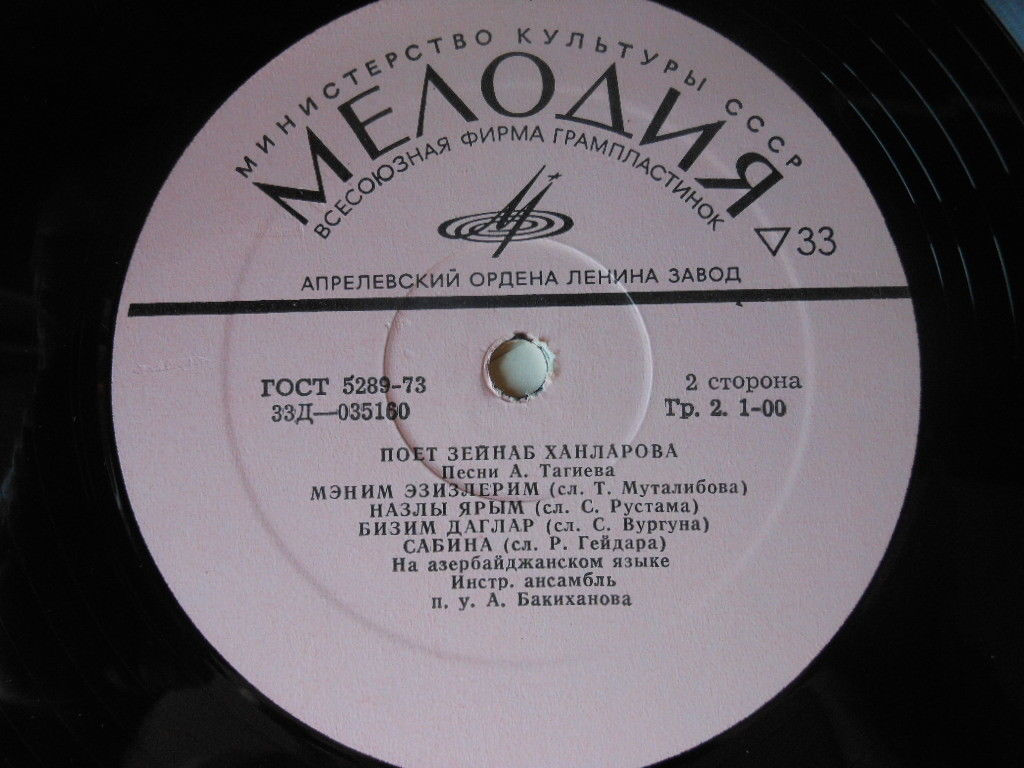
Монопластинка
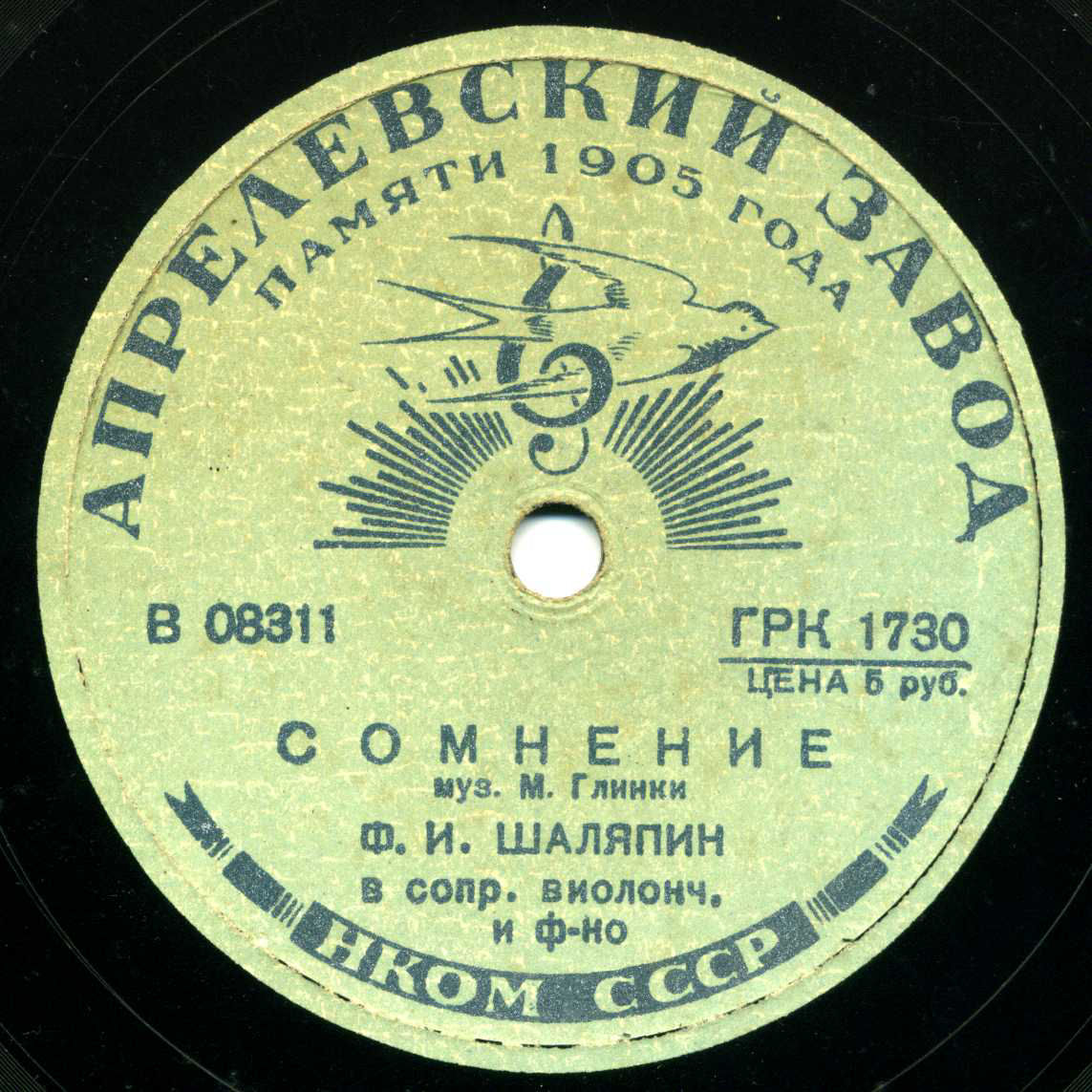
Емблема заводу - ластівка, що тримає ключ